# Viquipèdia en llombard
La Viquipèdia en llombard és l'edició en llombard de la Viquipèdia.

## Història

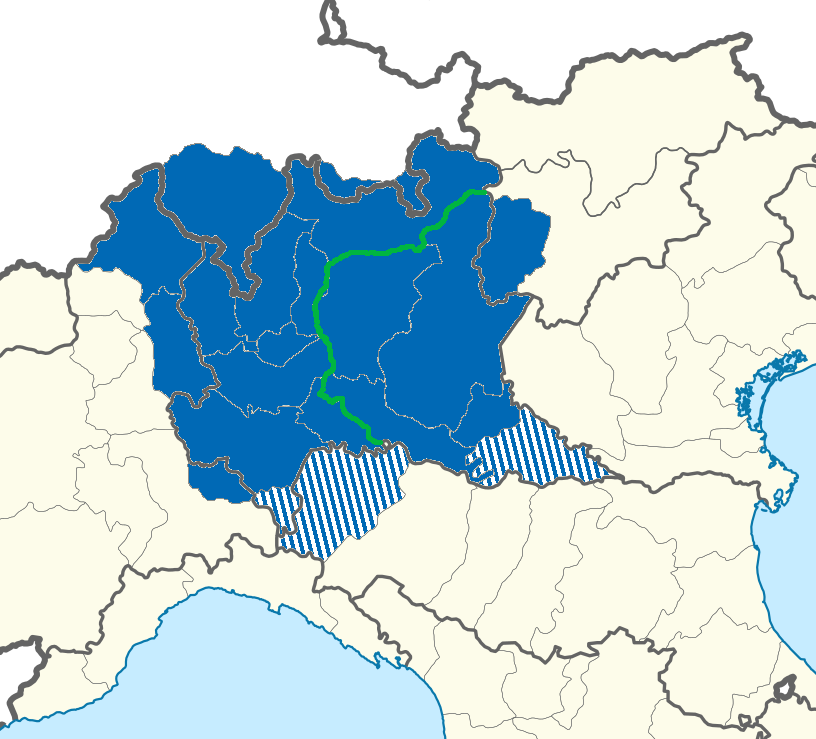
Extensió territorial del llombard.

El primer article de l'enciclopèdia va ser lmo:Lengua lumbarda (Llengua llombarda), escrit el 25 d'octubre de 2005.
L'enciclopèdia està desenvolupada en les dues variants principals de l'idioma, el llombard occidental i el llombard oriental. La pàgina d'acollida és, doncs, disponible en les dues varietats.
Compta amb, a data de gener de 2021, 45.233 articles i 31.575 usuaris registrats, dades que la converteixen en la 97a edició lingüística de la Viquipèdia per nombre d'articles i la 103a si es tenen en compte el nombre d'usuaris registrats, entre les 316 edicions lingüístiques actives.

### Variacions dialectals
Com és el cas d'altre edicions de la Viquipèdia en llengües regionals d'Itàlia, la versió llombarda de la Viquipèdia té una gran diversitat dialectal i el problema de l'absència d'una grafia unificada.

## Menció en els mitjans locals
L'edició de la Viquipèdia en llombard ha estat mencionada en diferents mitjans locals. Per exemple, el lloc web d'informació www.labissa.com se'n ha fet ressò en dos articles.